# Georges Récipon

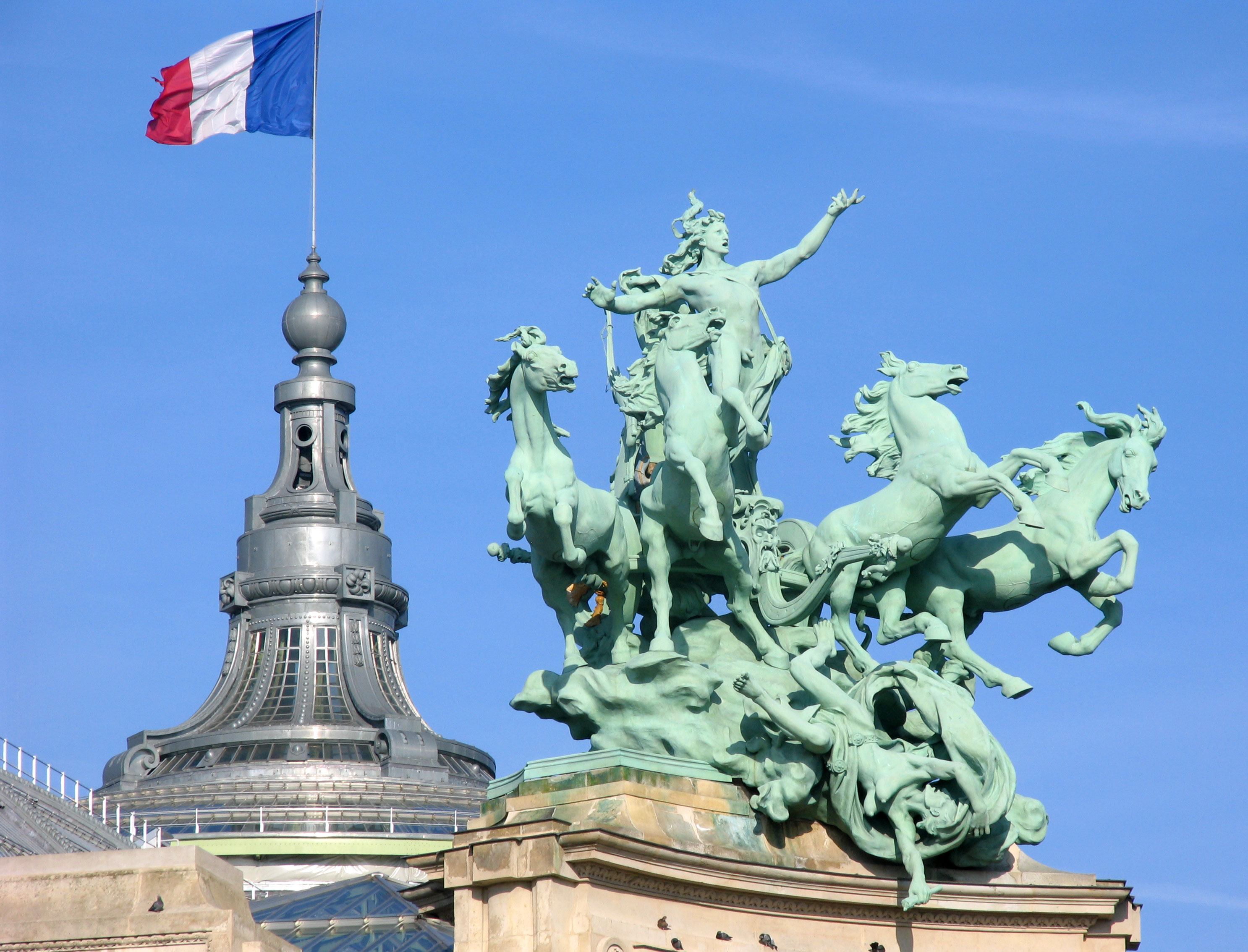
la Armonía dominando a la Discordia, en el Gran Palacio de París

Georges Récipon, nacido el 20 de marzo de 1860 en París y fallecido el 20 de marzo de 1920, fue un pintor y escultor francés. Debutó en el Salón de 1879 donde fue admitido como socio en 1888. Participó en las Exposiciones universales de 1889, 1890 y 1900. Olvidados sus paisajes y retratos, es recordado sobre todo como escultor. Es el autor de las Ninfas del puente Alejandro III y de las cuadrigas del tejados del Gran Palacio de París.

## Datos biográficos

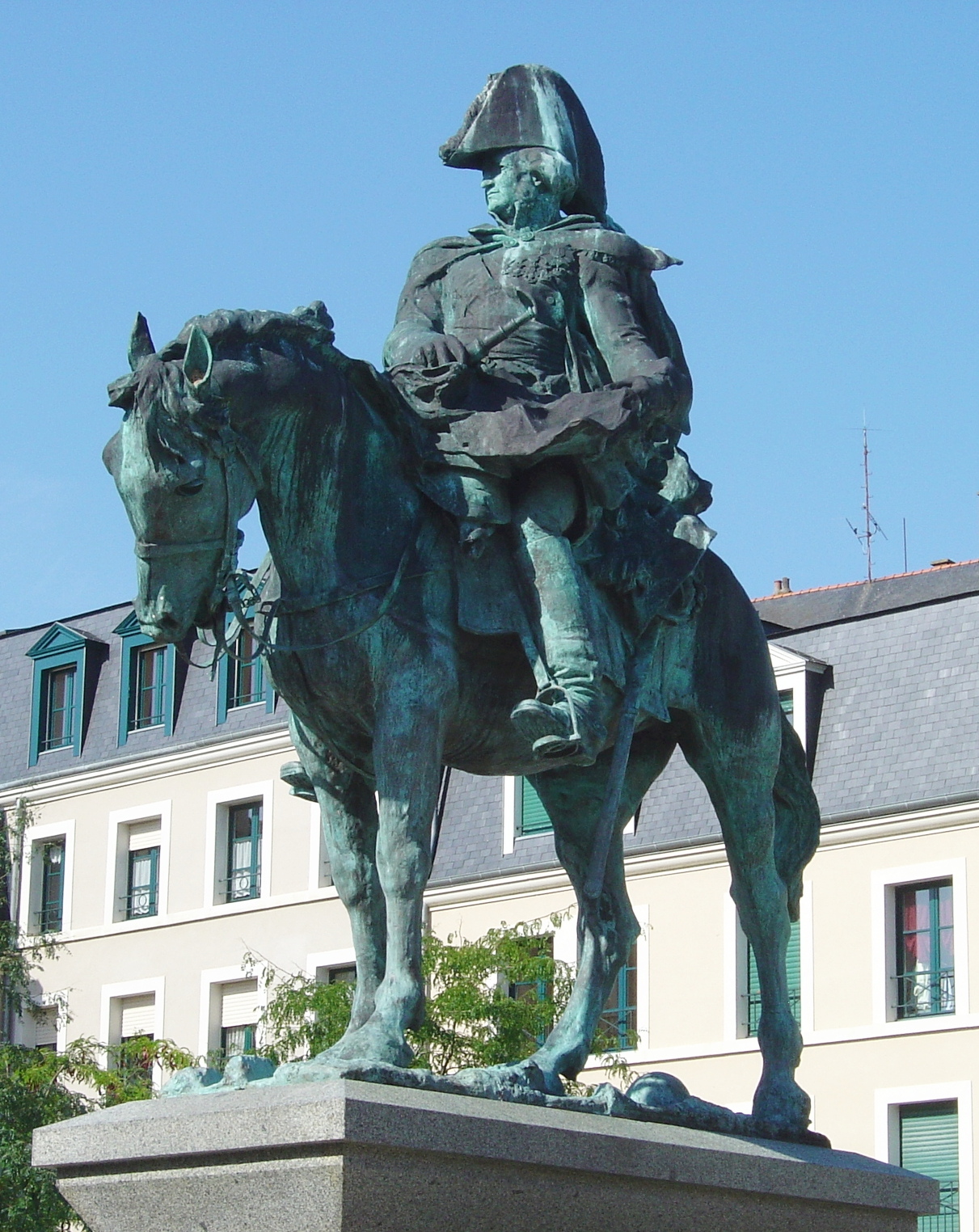
Estatua ecuestre del general Lariboisiere, en Fougères

Nacido en París el 17 de enero de 1860, hijo del orfebre Paul Edmond Récipon, con quien trabajó; luego entró en la Ecole des Beaux-Arts, donde estudió con Dumont y Thomas. 
Obtuvo, en pintura, el primer premio Jouvain Allainville (1882) y un premio de pintura decorativa; en escultura el primer segundo Premio de Roma, con El regreso del hijo pródigo (1889).
Georges Récipon participó en los sucesivos Salones de la Sociedad de artistas franceses, en la sección de escultura: Tirteo, grupo de yeso (1879), Pandora, estatuilla (1880), Sr. Mulot, busto de bronce (1881); Retrato de la señorita C. Chassaing, busto de yeso (1886); la Aurora (del francés: l'Aube), altorrelieve decorativo, y JB Pasdeloup, yeso (1888); El arpa y la espada (del francés: La Harpe et l'Épée), alegoría, estatua de yeso (1890); la misma en bronce; el General Bastón, Conde de Lariboisière importante estatua de yeso (1891); reproducida en bronce, esta estatua desaparecida, más tarde, se inauguró en Fougères (Ille-et-Vilaine); Venus, estatua de mármol (1893), el Sr. Danbé, busto de yeso, y  caballo envuelto (del francés: Cheval emballé), bronce que perteneció a la fundición M. Siot-Decauville (1894); Mis hijitas yeso; M. Paul Monnet, de la Comedia Francesa, busto de yeso y dos medallones de yeso (1897); Nuestro amigo (en francés: Notre amie ) busto de bronce, que pertenece al señor Leblanc Barbedienne, y la Tumba de la señora Lecomte, bajorrelieve, erigido en Auvers-sur-Oise (1898).
Obras suyas son también: un frontón para el hotel la señora Dieulafoy; las Ninfas del Sena y las Ninfas del Neva, dos grupos decorativos para el puente Alejandro III y las dos grandes cuadrigas de los chaflanes, en cobre martillado, del Palacio de Bellas Artes: la Armonía dominando a la Discordia y la Inmortalidad sometiendo al Tiempo, (del francés: l’Harmonie dominant la Discorde et l’Immortalité devançant le Temps); los bustos de la Señora Bricard y Émile Allez, la señorita Umbetenstock y Cousin; las estatuas ecuestres de Juana de Arco, yeso; del Mariscal Ney, yeso; de Cambronne, bronce; del Duque de Guise, bronce; de Napoleón I bronce; de Napoleón infante; de San Luis y de San Martín; el busto del Comandante Coumès, para el monumento erigido en el Pritaneo Nacional Militar de la Flèche y de numerosos objetos de arte, entre los cuales: una herradura (del francés: Fer à cheval), editado por Susse; un jarrón alegórico: la Noche la Nuit, et une Torchère céramique éditée chez Muller., editado por Susse, un jarrón alegórico: la Noche, y una Torchère cerámica editada por chez Muller.
Se citan como las mejores obras de pintura enviadas por Georges Récipon al mismo Salón: les Bords de la Juyné; Soleil levant (1881); le Moustiquaire et Lever de lune en forêt (1889); el 21 de junio de 1791, Drouet y Guillaume siguen a Luis XVI y su familia (1893); La Bahía de Morlaix y el château de Taureau visto desde Carentec, Finistère (1891); el fin de un príncipe en el tiempo de los merovingios (en francés: la Fin d'un prince aux temps mérovingiens - 1890).
También pintó: los retratos de la señora Albert y de Gabriel Dehaynin, la señorita Paul Hebert; un panel de grandes dimensiones, representando las Artes del Metal, para las Manufacturas nacionales de Francia en la Exposición Universal de 1900. Compuso una gran cantidad de acuarelas, la mayor parte de ellas representa imágenes ecuestres y de género, reproducidas por Boussod & Valadon.
Colaboró con el diario Le Figaro ilustrado, en la Revue illustrée, en la Revue des Lettres et des Arts, en Le Monde Illustré, donde sus composiciones fueron muy famosas. Ilustró obras para los editores Conquet, Hachette, Brochet, Launette, etc.
La obra de este artista, muy extensa, tanto en pintura como en escultura, ha sido siempre bien acogida por la crítica y el público. Arsène Alexandre, en Le Figaro, Ch. Ponson-Lailly en le Monde Illustré, y otros muchos, han constatado que Georges Récipon fue poseedor de la fuerza, la gracia y sobre todo una atractiva espontaneidad y exuberancia, características de su muy personal talento.
Georges Récipon obtuvo en escultura las siguientes recompensas: mención de honor (Salón 1888), medalla de 3ª clase (1890), mención (Exposición Universal de París (1889)), medalla de plata (Exposición Universal de París (1900)). Fuera de los concursos, ese mismo año fue nombrado caballero de la Legión de honor. Fue vicepresidente de la sociedad literaria, artística y científica 'des Uns'.

## Obras

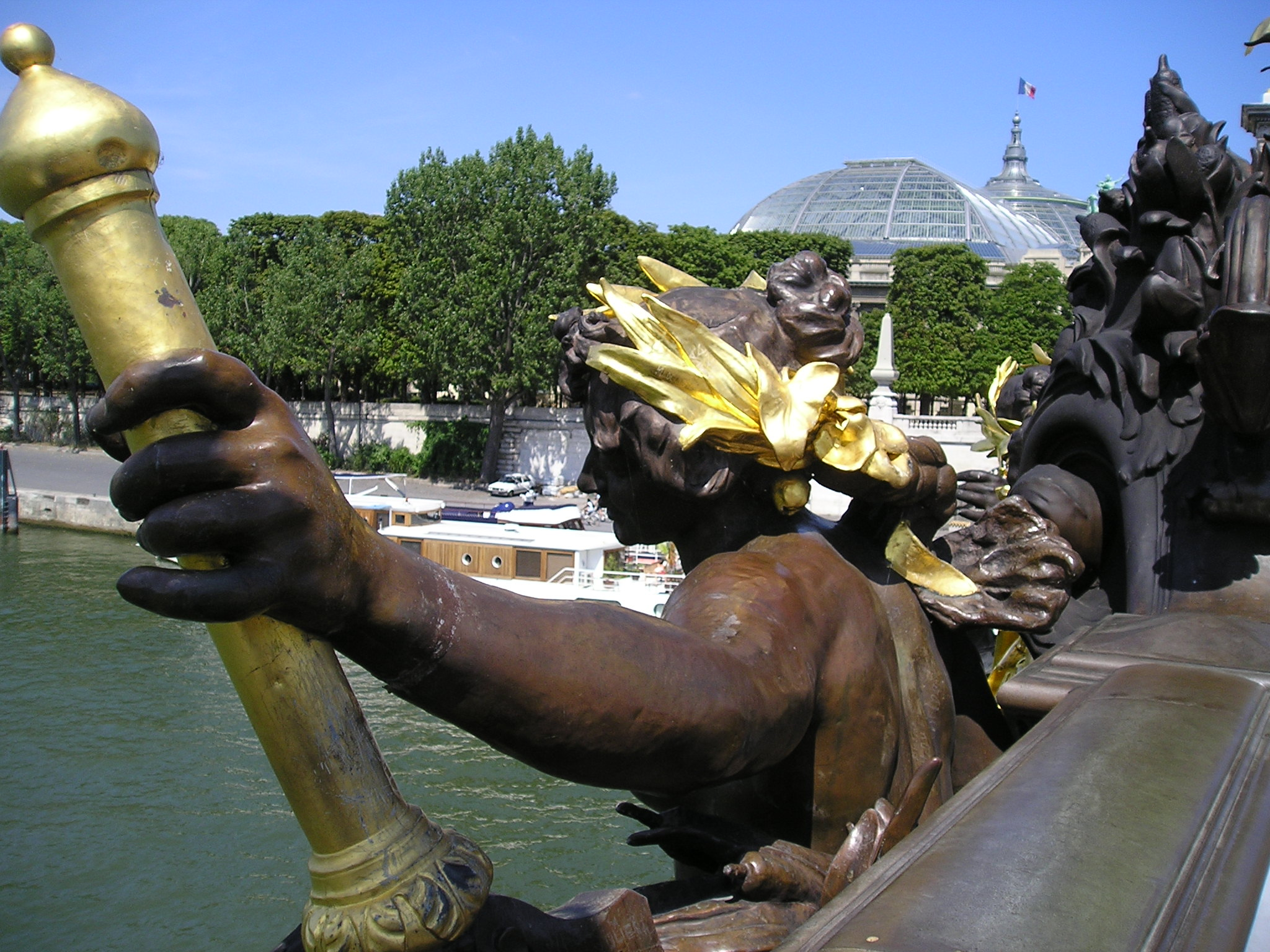
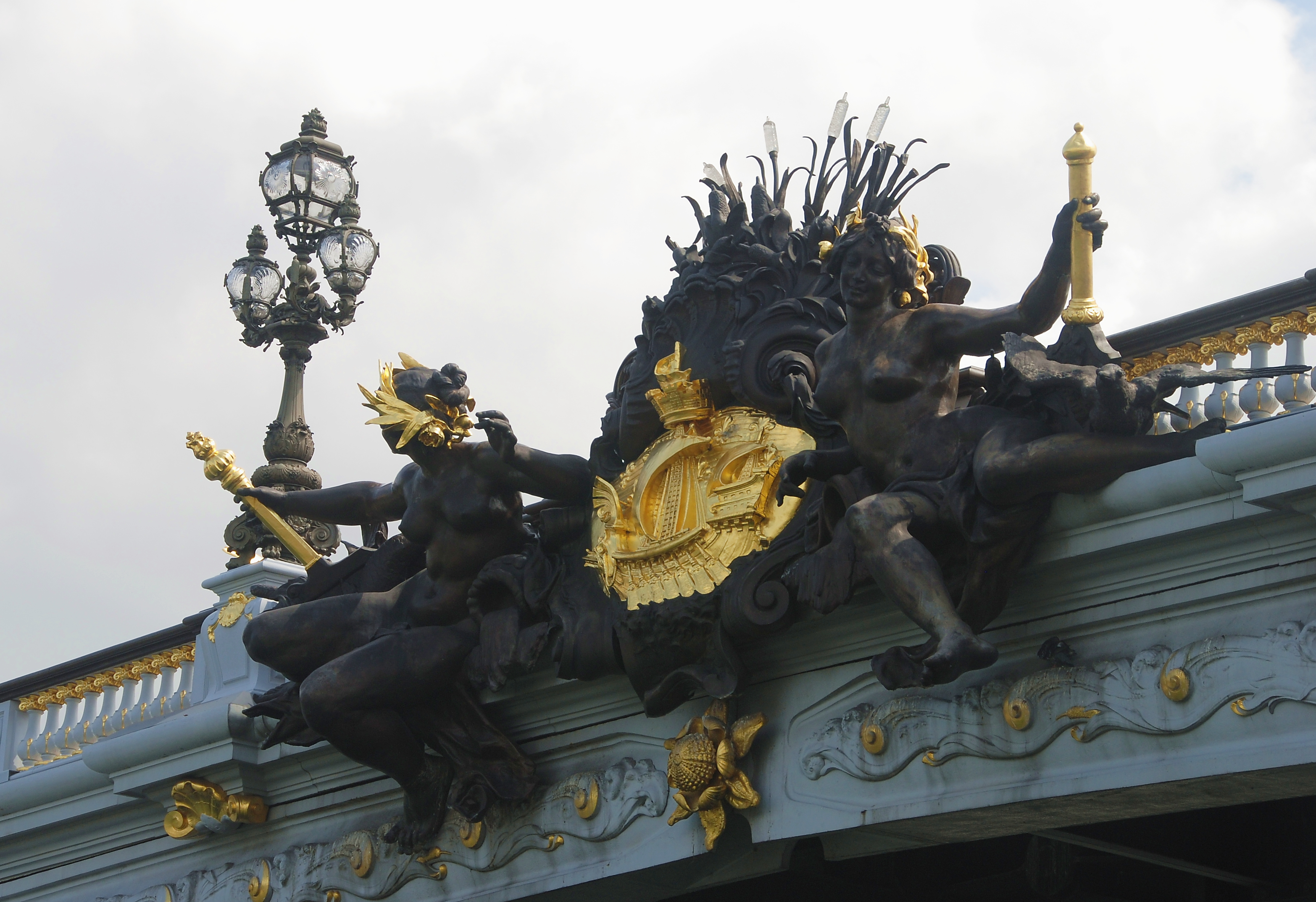

Entre las mejores y más conocidas obras de Georges Récipon se incluyen las siguientes:
- Cuadrigas del Gran Palacio de París

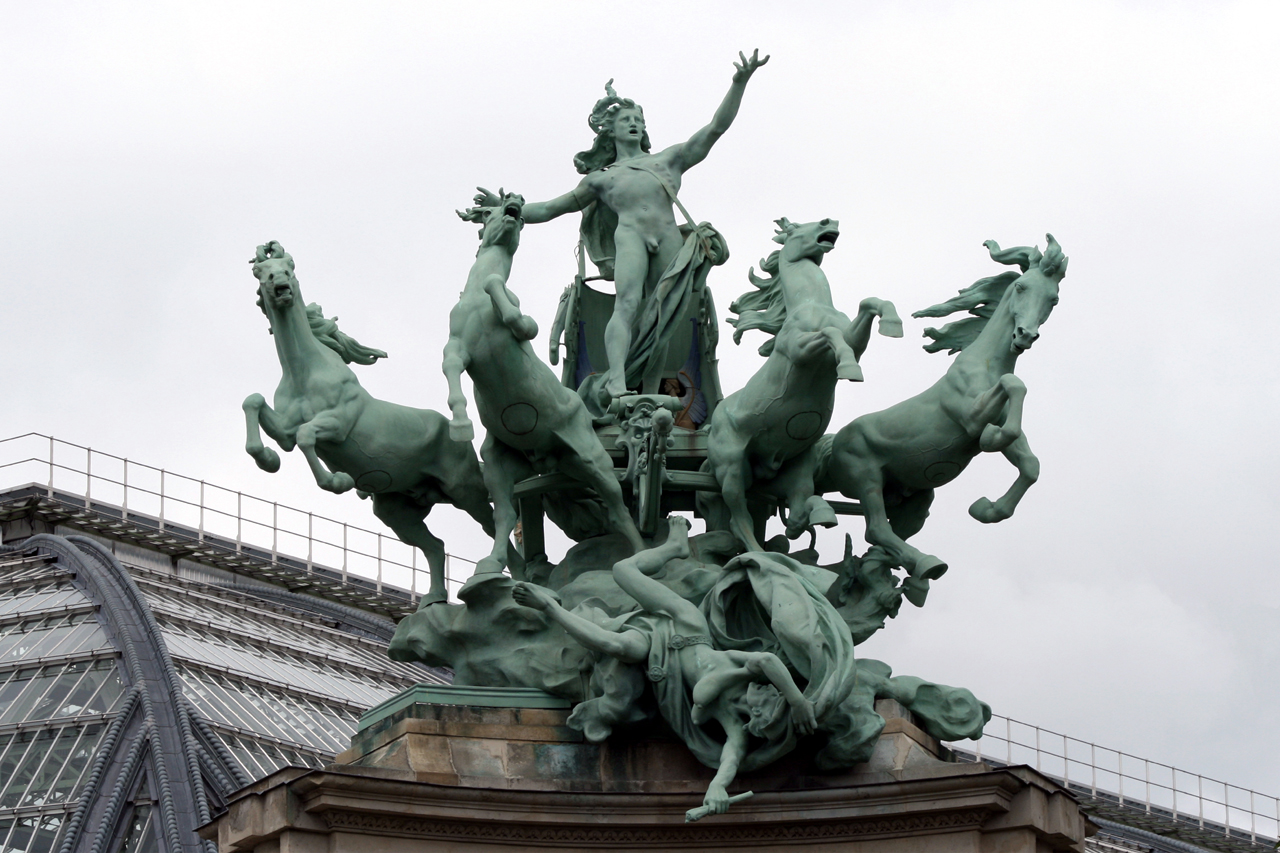
La Armonía triunfando sobre la discordia, Gran Palacio de París
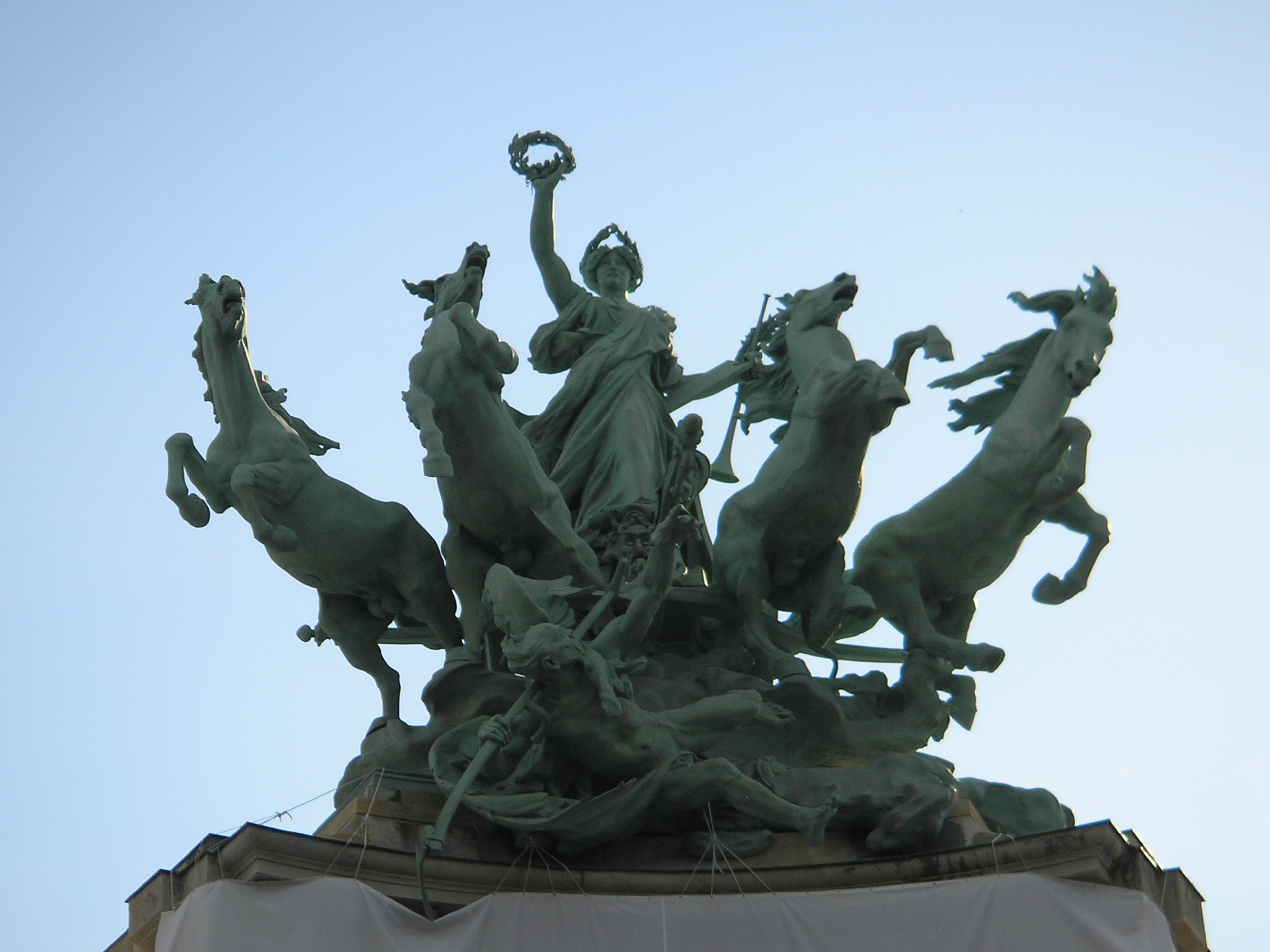
La Inmortalidad desbancando al Tiempo, Gran Palacio de París
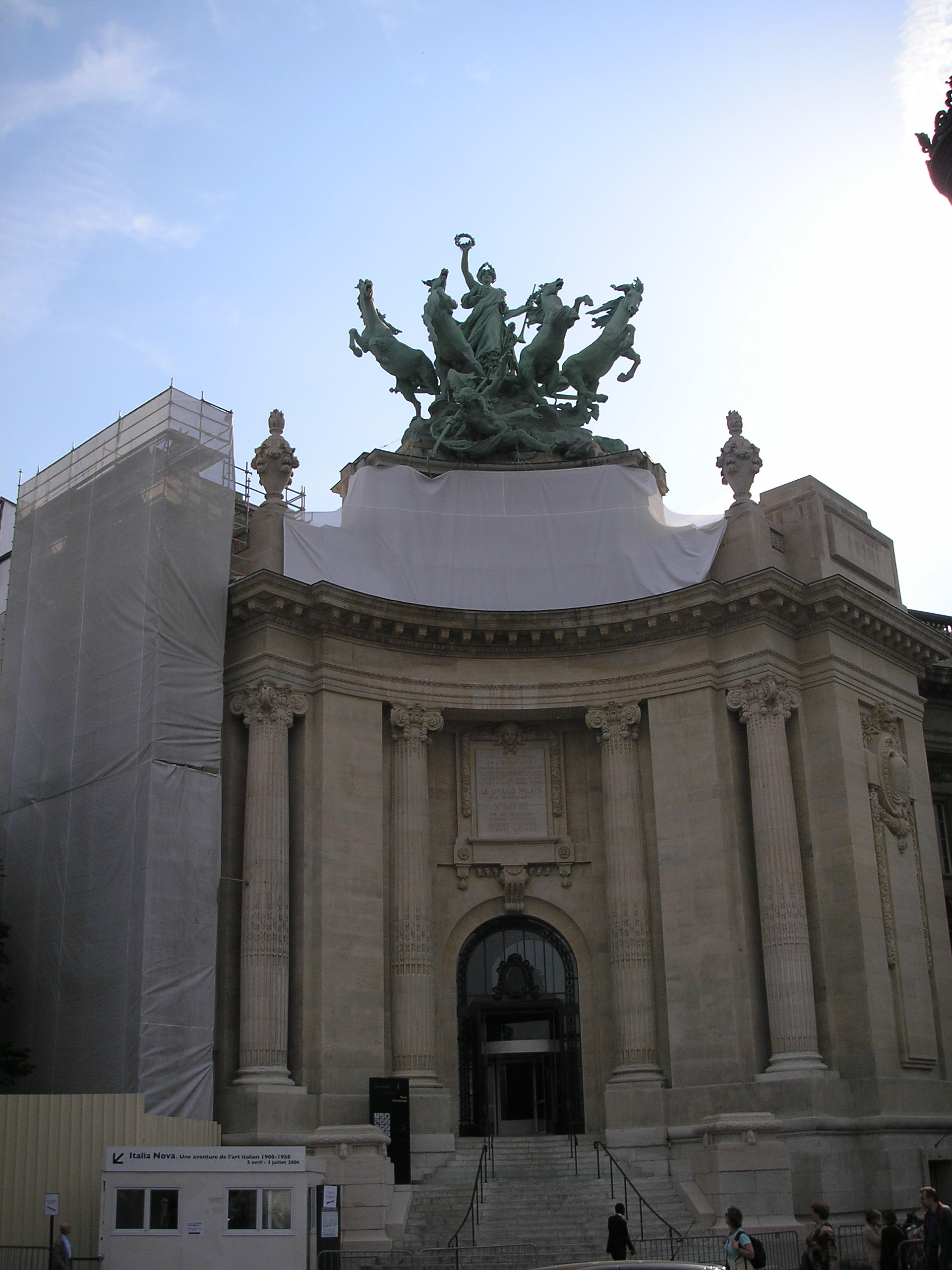
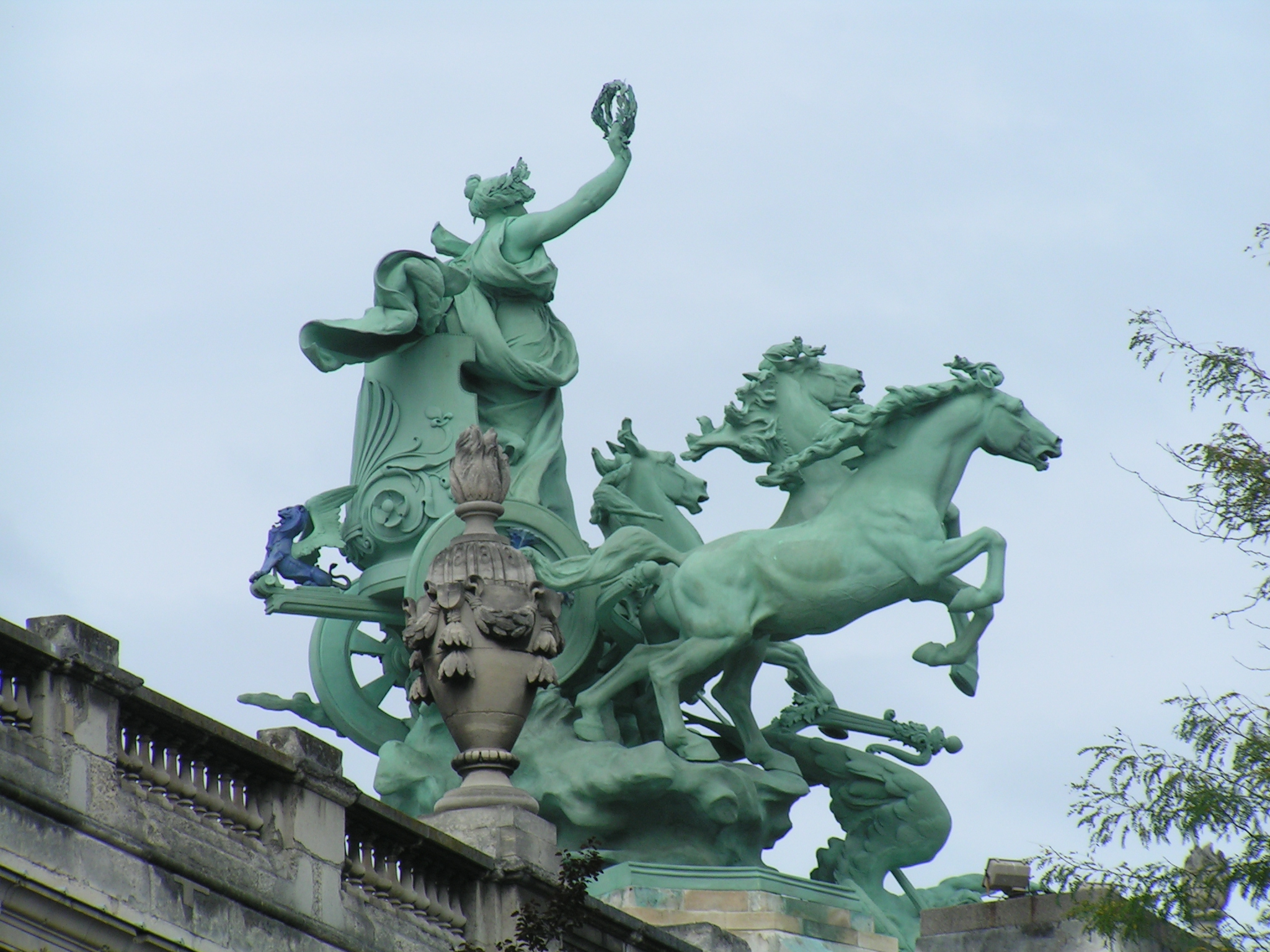

- Estatua ecuestre del general Lariboisiere, Fougères (imagen)
- Ninfas del puente Alejandro III: Decoración escultórica del puente Alejandro III de París

Ninfas del Neva y Ninfas del Sena. Grupos escultóricos en el puente Alejandro III de París

## Reconocimiento
- Una calle de París, el allée Georges-Récipon situado en el XIX Distrito de París le rinde homenaje.